# ¡Vamos Palencia!
¡Vamos Palencia! es un partido político regionalista fundado en la ciudad de Palencia el día 15 de noviembre de 2022. Sus miembros manifiestan no tener una ideología única sino que lo que les une es su preocupación por la ciudad y la provincia de Palencia.

## Historia
En el mes de enero de 2023 anunciaron que elegirían a su candidato a la alcaldía mediante elecciones primarias.
En el mes de marzo de 2023 anunciaron a algunos de los candidatos de su lista electoral.
En el mes de mayo de 2023 se presentaron a las elecciones municipales en la ciudad de Palencia consiguiendo tres concejales.
Tras conocerse el resultado de las elecciones, ¡Vamos Palencia! y el PSOE firman un acuerdo de gobierno.
Con ese acuerdo salió elegida alcaldesa de Palencia, la socialista Miriam Andrés.
El 31 de enero de 2025, el partido comunicó a través de una nota de prensa la expulsión de Domiciano Curiel, su portavoz hasta entonces, y uno de los fundadores de la formación.
En el mes de mayo de 2025, se envía una carta a la Presidenta de Cantabria y a la alcaldesa de Santander para solicitar un frente común con Palencia ante Adif.
A principios del mes de julio de 2025, publican un manifiesto por un municipalismo transformador frente a la corrupción.
En el mes de julio de 2025, anuncian que se van a expandir a otros municipios de la provincia.